# UFC on ESPN: Moreno vs. Erceg
UFC on ESPN: Moreno vs. Erceg (também conhecido como UFC on ESPN 64) foi um evento de artes marciais mistas produzido pelo Ultimate Fighting Championship que ocorreu em 29 de março de 2025, na Arena CDMX, na Cidade do México, México.

## Contexto
O evento marcou a sétima visita da organização à Cidade do México e a primeira desde o UFC Fight Night: Moreno vs. Royval 2, em fevereiro de 2024.
Uma luta de pesos-moscas entre o ex-campeão duas vezes dos pesos-moscas do UFC, Brandon Moreno, e o ex-desafiante ao título Steve Erceg foi o combate principal da noite.
Uma luta no peso-pena entre o ex-campeão interino dos penas do UFC Yair Rodríguez e Diego Lopes foi rumorada como o possível combate principal do evento, porém Lopes posteriormente negou que a luta tenha sido acordada.
Uma luta de peso-mosca feminino entre Yazmin Jauregui e Dione Barbosa foi marcada para o evento. No entanto, devido à recusa de Jauregui em enfrentar Barbosa, esta foi substituída pela ex-campeã peso-palha do LFA, Julia Polastri, em uma luta no peso-palha. Por fim, Jauregui se retirou do combate devido a uma lesão e foi substituída por outra ex-campeã peso-palha do LFA, Loopy Godinez.
Uma luta de peso-leve entre Joaquim Silva e Rafa García estava agendada para o evento. No entanto, Silva se retirou por motivos não revelados e foi substituído por Vinc Pichel.
Uma luta no peso-leve entre Daniel Zellhuber e Elves Brener também estava marcada para o card. Brener saiu da luta e foi substituído pelo ex-campeão dos leves do LFA Austin Hubbard. Porém, Zellhuber foi retirado do card devido a uma lesão e substituído por MarQuel Mederos.
Uma luta no peso-médio entre o ex-desafiante interino ao título dos médios (e também vencedor do The Ultimate Fighter: Team Jones vs. Team Sonnen) Kelvin Gastelum e Joe Pyfer foi programada para este evento. Apesar de ambos os atletas terem se apresentado na pesagem, o duelo foi cancelado no dia do evento devido a uma doença de Pyfer.
Na pesagem, Ronaldo Rodríguez acusou 127 libras (57,6 kg), uma libra (0,45 kg) acima do limite da categoria dos moscas em lutas sem disputa de cinturão. A luta prosseguiu em peso casado e Rodríguez foi multado em 20% de sua bolsa, valor que foi repassado a seu adversário Kevin Borjas.

## Prêmios de bônus
Os seguintes lutadores receberam bônus de US$ 50.000.
- Luta da Noite: Nenhum bônus concedido
- Performance da Noite: Manuel Torres, Édgar Cháirez, David Martínez e Ateba Gautier